# MyArtSpace.dk
MyArtSpace.dk er et dansk web community for kunstnere. 
Sitet åbnede for offentligheden i juni 2007 og blev oprindeligt stiftet af Leon Jeppesen og Knud Østerbye. Siden hen er Christopher Kjerholt og Thomas Vestergaard blevet tilknyttet.